# Sashatherina giganteus
Sashatherina giganteus är en fiskart som beskrevs av Walter Ivantsoff och Allen 2011. Sashatherina giganteus ingår i släktet Sashatherina och familjen silversidefiskar. Inga underarter finns listade i Catalogue of Life.